# Kozielsk
Kozielsk (ryska Козе́льск) är en stad i Kaluga oblast i västra Ryssland. Folkmängden uppgår till cirka 16 000 invånare.

## Historia
Staden nämns för första gången 1146.
Under andra världskriget inrättades i Kozielsk ett krigsfångeläger för polska officerare tillfångatagna av Röda armén. I april och maj 1940 tog NKVD minst 4 500 av dem till skogsområdet Katyn, där de avrättades (se vidare Katynmassakern). 
Kozielsk ockuperades av Wehrmacht och totalförstördes. Staden har dock återuppbyggts.